# Лукиан Китроски
Лукиан (на гръцки: Λουκιανός, Лукианос) е гръцки духовник, китроски епископ на Вселенската патриаршия.

## Биография
В 1567 година Лукиан Китроски подписва акт на патриарх Митрофан III Константинополски, с който салонският епископ Ватопедец е преместен като христиануполски митрополит. През януари 1569 година Лукиан подписва документ на солунския митрополит Йоасаф Аргиропулос, чрез койото се потвърждава, че митрополитът на Бер Теофан Малакис е дарил на манастира Влатадес църквата „Свети Атанасий“ в Солун. През юли на 1570 година Лукиан подписва писмо на патриарх Митрофан III, с което се утвърждават привилегиите на Монемвасийската митрополия.